# Struer Kajakklub
Struer Kajakklub er en kajakklub i Struer og ligger ved Limfjorden.
Kajakklubben blev stiftet d. 24. marts 1941.

## Meritter
Struer Roklub har vundet følgende medaljer ved internationale stævner:
 OL i London 1948

K1, 1000 m.: Johan Fr. Kobberup (Struer Roklub)  Sølv
 VM i London 1948

K1, 4x500 m.: Johan Fr. Kobberup (Struer Roklub)  Bronze
 VM i København 1950

K1, 500 m.: Johan Fr. Kobberup (Struer Roklub)  Guld
 VM i København 1950

K1, 4x500 m.: Johan Fr. Kobberup (Struer Roklub)  Sølv
 OL i Rom 1960

K1, 4x500 m.: Arne Høyer (Struer Roklub)  Bronze
 VM i Bergen 2004

K1, Marathon: Michael Kongsgaard (Struer Roklub)  Sølv
 EM U18 i Szeged 2008

K2, 1000 m.: Jimmy Bøjesen (Struer Roklub) og Martin Larsen (Sorø Cano og Kajak Club)  Bronze